# Championnats d'Europe de patinage artistique 1963
Navigation
Édition précédente Édition suivante
Les championnats d'Europe de patinage artistique 1963 ont lieu du 5 au 10 février 1963 à la patinoire extérieure du parc Városliget de Budapest en Hongrie.
Pour la dernière fois, les championnats européens sont disputés sur une patinoire en extérieur. 

## Qualifications
Les patineurs sont éligibles à l'épreuve s'ils représentent une nation européenne membre de l'Union internationale de patinage (International Skating Union en anglais). Les fédérations nationales sélectionnent leurs patineurs en fonction de leurs propres critères.
Sur la base des résultats des championnats d'Europe 1962, l'Union internationale de patinage autorise chaque pays à avoir de une à trois inscriptions par discipline. 

## Podiums
| Épreuves                            | Or                                  | Argent                              | Bronze                               |
| ----------------------------------- | ----------------------------------- | ----------------------------------- | ------------------------------------ |
| Messieurs résultats détaillés       | Alain Calmat                        | Manfred Schnelldorfer               | Emmerich Danzer                      |
| Dames résultats détaillés           | Sjoukje Dijkstra                    | Nicole Hassler                      | Regine Heitzer                       |
| Couples résultats détaillés         | Marika Kilius / Hans-Jürgen Bäumler | Ludmila Belousova / Oleg Protopopov | Tatiana Zhuk / Aleksandr Gavrilov    |
| Danse sur glace résultats détaillés | Linda Shearman / Michael Phillips   | Eva Romanová / Pavel Roman          | Janet Sawbridge / David Hickinbottom |

## Tableau des médailles
| Rang  | Nation               | Or | Argent | Bronze | Total |
| ----- | -------------------- | -- | ------ | ------ | ----- |
| 1     | Allemagne de l'Ouest | 1  | 1      | 0      | 2     |
| 1     | France               | 1  | 1      | 0      | 2     |
| 3     | Royaume-Uni          | 1  | 0      | 1      | 2     |
| 4     | Pays-Bas             | 1  | 0      | 0      | 1     |
| 5     | Union soviétique     | 0  | 1      | 1      | 2     |
| 6     | Tchécoslovaquie      | 0  | 1      | 0      | 1     |
| 7     | Autriche             | 0  | 0      | 2      | 2     |
| Total | Total                | 4  | 4      | 4      | 12    |

## Détails des compétitions

### Messieurs
| Rang | Nom                   | Nation               | Places | Points | Fig. impo. | Prog. libre |
| ---- | --------------------- | -------------------- | ------ | ------ | ---------- | ----------- |
| 1    | Alain Calmat          | France               |        |        |            |             |
| 2    | Manfred Schnelldorfer | Allemagne de l'Ouest |        |        |            |             |
| 3    | Emmerich Danzer       | Autriche             |        |        |            |             |
| 4    | Peter Jonas           | Autriche             |        |        |            |             |
| 5    | Sepp Schönmetzler     | Allemagne de l'Ouest |        |        |            |             |
| 6    | Ralph Borghard        | Allemagne de l'Est   |        |        |            |             |
| 7    | Valeri Meshkov        | Union soviétique     |        |        |            |             |
| 8    | Jenő Ébert            | Hongrie              |        |        |            |             |
| 9    | Hugo Dümmler          | Allemagne de l'Ouest |        |        |            |             |
| 10   | Heinrich Podhajsky    | Autriche             |        |        |            |             |
| 11   | Robert Dureville      | France               |        |        |            |             |
| 12   | Malcolm Cannon        | Royaume-Uni          |        |        |            |             |
| 13   | Vaclav Kotek          | Tchécoslovaquie      |        |        |            |             |
| 14   | Wouter Toledo         | Pays-Bas             |        |        |            |             |
| 15   | Giordano Abbondati    | Italie               |        |        |            |             |
| 16   | Philippe Pélissier    | France               |        |        |            |             |
| 17   | Markus Germann        | Suisse               |        |        |            |             |
| 18   | Hywel Evans           | Royaume-Uni          |        |        |            |             |
| 19   | Günter Zöller         | Allemagne de l'Est   |        |        |            |             |
| 20   | Franciszek Spitol     | Pologne              |        |        |            |             |
| 21   | Marian Filc           | Tchécoslovaquie      |        |        |            |             |

### Dames
| Rang    | Nom                    | Nation               | Places | Points | Fig. impo. | Prog. libre |
| ------- | ---------------------- | -------------------- | ------ | ------ | ---------- | ----------- |
| 1       | Sjoukje Dijkstra       | Pays-Bas             |        |        |            |             |
| 2       | Nicole Hassler         | France               |        |        |            |             |
| 3       | Regine Heitzer         | Autriche             |        |        |            |             |
| 4       | Jana Mrazkova          | Tchécoslovaquie      |        |        |            |             |
| 5       | Sally-Anne Stapleford  | Royaume-Uni          |        |        |            |             |
| 6       | Diana Clifton-Peach    | Royaume-Uni          |        |        |            |             |
| 7       | Jacqueline Harbord     | Royaume-Uni          |        |        |            |             |
| 8       | Ingrid Ostler          | Autriche             |        |        |            |             |
| 9       | Fränzi Schmidt         | Suisse               |        |        |            |             |
| 10      | Gabriele Seyfert       | Allemagne de l'Est   |        |        |            |             |
| 11      | Karin Gude             | Allemagne de l'Ouest |        |        |            |             |
| 12      | Ann-Margreth Frei      | Suède                |        |        |            |             |
| 13      | Sandra Brugnera        | Italie               |        |        |            |             |
| 14      | Astrid Czermak         | Autriche             |        |        |            |             |
| 15      | Hana Mašková           | Tchécoslovaquie      |        |        |            |             |
| 16      | Zsuzsa Szentmiklóssy   | Hongrie              |        |        |            |             |
| 17      | Christine van de Putte | Belgique             |        |        |            |             |
| 18      | Micheline Joubert      | France               |        |        |            |             |
| 19      | Dorette Bek            | Suisse               |        |        |            |             |
| 20      | Tamara Bratus          | Union soviétique     |        |        |            |             |
| 21      | Elżbieta Kościk        | Pologne              |        |        |            |             |
| Abandon | Karin Dehle            | Norvège              |        |        |            |             |

### Couples
| Rang | Nom                                     | Nation               | Places | Points |
| ---- | --------------------------------------- | -------------------- | ------ | ------ |
| 1    | Marika Kilius / Hans-Jürgen Bäumler     | Allemagne de l'Ouest |        |        |
| 2    | Ludmila Belousova / Oleg Protopopov     | Union soviétique     |        |        |
| 3    | Tatiana Zhuk / Aleksandr Gavrilov       | Union soviétique     |        |        |
| 4    | Margit Senf / Peter Göbel               | Allemagne de l'Est   |        |        |
| 5    | Milada Kubíková / Jaroslav Votruba      | Tchécoslovaquie      |        |        |
| 6    | Gerda Johner / Rüdi Johner              | Suisse               |        |        |
| 7    | Agnesa Wlachovská / Peter Bartosiewicz  | Tchécoslovaquie      |        |        |
| 8    | Brigitte Wokoeck / Heinz-Ulrich Walther | Allemagne de l'Est   |        |        |
| 9    | Sonja Pfersdorf / Günther Matzdorf      | Allemagne de l'Ouest |        |        |
| 10   | Irene Müller / Hans-Georg Dallmer       | Allemagne de l'Est   |        |        |
| 11   | Sigrid Riechmann / Wolfgang Danne       | Allemagne de l'Ouest |        |        |
| 12   | Galina Sedova / Georgi Proskurin        | Union soviétique     |        |        |
| 13   | Inge Strell / Fery Dedovich             | Autriche             |        |        |
| 14   | Gerlinde Schönbauer / Wilhelm Bietak    | Autriche             |        |        |
| 15   | Mária Csordás / László Kondi            | Hongrie              |        |        |

### Danse sur glace
| Rang | Nom                                    | Nation               | Places | Points | Danses imposées | Danse libre |
| ---- | -------------------------------------- | -------------------- | ------ | ------ | --------------- | ----------- |
| 1    | Linda Shearman / Michael Phillips      | Royaume-Uni          |        |        |                 |             |
| 2    | Eva Romanová / Pavel Roman             | Tchécoslovaquie      |        |        |                 |             |
| 3    | Janet Sawbridge / David Hickinbottom   | Royaume-Uni          |        |        |                 |             |
| 4    | Györgyi Korda / Pál Vásárhelyi         | Hongrie              |        |        |                 |             |
| 5    | Mary Parry / Roy Mason                 | Royaume-Uni          |        |        |                 |             |
| 6    | Marlyse Fornachon / Charly Pichard     | Suisse               |        |        |                 |             |
| 7    | Jitka Babická / Jaromír Holan          | Tchécoslovaquie      |        |        |                 |             |
| 8    | Ghislaine Houdas / Francis Gamichon    | France               |        |        |                 |             |
| 9    | Helga Burkhardt / Hannes Burkhardt     | Allemagne de l'Ouest |        |        |                 |             |
| 10   | Armelle Flichy / Pierre Brun           | France               |        |        |                 |             |
| 11   | Christel Trebesiner / Gerald Felsinger | Autriche             |        |        |                 |             |
| 12   | Rita Kwiet / Peter Kwiet               | Allemagne de l'Ouest |        |        |                 |             |
| 13   | Eva Marie Reuter / Bernd Egert         | Allemagne de l'Est   |        |        |                 |             |